# Marcus Tulio Tanaka
Marcus Tulio Tanaka (Palmeira d'Oeste, São Paulo, 24. travnja 1981.) bivši je japanski nogometaš.

## Reprezentativna karijera
Za japansku reprezentaciju igrao je od 2006. do 2010. godine. Za japansku reprezentaciju odigrao je 43 utakmica postigavši 8 pogodaka.
S japanskom reprezentacijom Marcus Tulio Tanaka je igrao na jednom svjetskom prvenstvu (2010.).

## Statistika
| Japan  | Japan | Japan |
| Godina | Nas.  | Gol.  |
| ------ | ----- | ----- |
| 2006.  | 5     | 1     |
| 2007.  | 4     | 1     |
| 2008.  | 10    | 2     |
| 2009.  | 13    | 2     |
| 2010.  | 11    | 2     |
| Ukupno | 43    | 8     |

## Vanjske poveznice
- National Football Teams
- Japan National Football Team Database